# Carl Johann Christoph von Dietherdt
Carl Johann Christoph von Dietherdt (* 24. Dezember 1746 in Hohengrape; † 3. Oktober 1809 in Kölpin) war ein preußischer Landrat. Er stand von 1795 bis 1809 dem Arnswalder Kreis vor.
Er stammte aus der adligen Familie von Dietherdt. Sein Vater Caspar Christoph Friedrich von Dietherdt (1707–1780) war Sekondeleutnant und Erbherr auf Hohengrape, Dietersdorf und Pumptow. Seine Mutter Susanne Amalie (1717–1764) war eine geborene von Papstein. Sein Bruder Philipp Georg von Dietherdt (1741–1807) stieg bis zum preußischen Generalmajor, dirigierenden Minister und Präses des Oberkriegskollegiums auf. 
Carl Johann Christoph von Dietherdt trat 1763 in die preußische Armee ein, in der er zuletzt als Hauptmann („Capitain“) diente. 1783 nahm er seinen Abschied und bewirtschaftete drei Güter im Arnswalder Kreis in der Neumark, die er im Jahr zuvor gekauft hatte. Ab 1791 war er hier als Kreisdeputierter tätig.
1795 wurde er als Nachfolger des verstorbenen Christian Ludwig von Sydow zum Landrat des Arnswalder Kreises gewählt. Im Amt blieb er bis 1809. 
Er war verheiratet; seine Ehefrau starb vor ihm. 